# Brainwashed (альбом While She Sleeps)
Brainwashed — второй студийный альбом британской металкор-группы While She Sleeps. Он был выпущен 23 марта 2015 года на лейблах Search and Destroy Records, Sony Music, Razor & Tie и Concord Music Group. Продюсером альбома выступил Карл Баун.

## История
Перед релизом были представлены четыре трека из альбома, каждый из которых сопровождался видеоклипами, доступными для мгновенного скачивания с iTunes. «New World Torture», «Four Walls» (премьера состоялась эксклюзивно на Gigwise), «Trophies of Violence» и «Our Legacy». В поддержку альбома группа отправилась в совместный тур с канадской хардкор-панк группой Cancer Bats в апреле 2015 года, а также приняла участие в Warped Tour 2015 года.

## Отзывы
| Оценки критиков | Оценки критиков |
| Источник        | Оценка          |
| --------------- | --------------- |
| Dead Press!     | [ 5 ]           |
| Hit the Floor   | [ 6 ]           |
| Kerrang!        | [ 7 ]           |
| Metal Hammer    | [ 8 ]           |
| Rock Sound      | [ 9 ]           |

Альбом получил положительные отзывы музыкальной критики и интернет-изданий. Тони Блисс из Dead Press! оценил альбом положительно, назвав его: «Brainwashed — это призыв к сплочению, в котором собрана вся мощь их прошлого личного давления и восстановлена та трепещущая, определяющая эпоху жизненная сила, благодаря которой они остаются королями сцены. Мы можем сказать, что While She Sleeps вернулись с самого края пропасти, и от этого они звучат ещё более единым целым. Более чем долгожданное возвращение».
В Hit the Floor отметили, что «На протяжении всего альбома Brainwashed — это, несомненно, While She Sleeps. Заглавный трек набирает электризующий темп. Все, начиная от яростных куплетов и заканчивая разрушительными брейкдаунами, настолько естественно и тяжело, что именно этого от них и ждут. Следует отметить, что Тейлор не проявляет никаких болезненных последствий после операции, и это является ключом к их возрождению. Их перерыв был вынужденным и крайне нежелательным, но „время отдыха“ было потрачено на совместное восстановление; достаточно одного прослушивания „Our Legacy“, чтобы почувствовать, как горит их желание.
While She Sleeps не просто продолжают начатое. „Torment“ — самый мрачный и тревожный трек на данный момент, а в „No Sides No Enemies“ есть даже потенциально радиолюбительский номер с запоминающимися риффами и задорными припевками. В основе каждого трека лежит их фирменное звучание, но пластинка далека от ремейка чрезвычайно успешного дебюта. Brainwashed — это продукт гнева и разочарования, направленных на ряд личных и политических тем, и от этого он только лучше. While She Sleeps теперь могут двигаться дальше и вернуть себе статус одного из престижных британских экспортёров — не то чтобы они его потеряли, заметьте».
Люк Мортон написал в рецензии в Metal Hammer, что «Возможно, альбом не произведёт такого мгновенного эффекта, как их дебютный альбом, но все элементы формулы While She Sleeps налицо и отточены до мелочей — и если интенсивная химическая реакция началась, то она уже не погаснет. От ставшего уже традиционным фортепианного фрагмента (как на „Kangaezu Ni“) до плачущих, скандирующих „No Sides, No Enemies“, металкор-оболочка была снова раздвинута группой, породившей бесчисленное количество подражателей и саундлайков. Как знаменито и лаконично выразились D12, „это боевая музыка“, и сейчас мы находимся во втором раунде того, что может стать для While She Sleeps окончательной победой в борьбе за титул чемпионов британского металла в тяжёлом весе».

## Коммерческие показатели
Альбом вошёл под номером 27 в список 50 лучших релизов 2015 года по версии Rock Sound.

## Список композиций
| №                   | Название               | Длительность |
| ------------------- | ---------------------- | ------------ |
| 1.                  | «The Divide»           | 0:52         |
| 2.                  | «New World Torture»    | 4:40         |
| 3.                  | «Brainwashed»          | 3:28         |
| 4.                  | «Our Legacy»           | 4:07         |
| 5.                  | «Four Walls»           | 5:07         |
| 6.                  | «Torment»              | 3:48         |
| 7.                  | «Kangaezu Ni»          | 1:21         |
| 8.                  | «Life in Tension»      | 3:41         |
| 9.                  | «Trophies of Violence» | 5:01         |
| 10.                 | «No Sides, No Enemies» | 5:05         |
| 11.                 | «Method in Madness»    | 3:54         |
| 12.                 | «Modern Minds»         | 4:49         |
| Общая длительность: | Общая длительность:    | 45:53        |

| №                   | Название                                | Длительность |
| ------------------- | --------------------------------------- | ------------ |
| 1.                  | «The Divide»                            | 0:52         |
| 2.                  | «New World Torture»                     | 4:40         |
| 3.                  | «Your Evolution» (бонусный трек)        | 4:44         |
| 4.                  | «Brainwashed»                           | 3:28         |
| 5.                  | «We Are Alive at Night» (бонусный трек) | 1:03         |
| 6.                  | «Our Legacy»                            | 4:07         |
| 7.                  | «Four Walls»                            | 5:07         |
| 8.                  | «Torment»                               | 3:48         |
| 9.                  | «Kangaezu Ni»                           | 1:21         |
| 10.                 | «Life in Tension»                       | 3:41         |
| 11.                 | «Trophies of Violence»                  | 5:01         |
| 12.                 | «No Sides, No Enemies»                  | 5:05         |
| 13.                 | «The Woods» (бонусный трек)             | 2:29         |
| 14.                 | «Method in Madness»                     | 3:54         |
| 15.                 | «Modern Minds»                          | 4:49         |
| Общая длительность: | Общая длительность:                     | 54:16        |

## Участники записи
По данным Discogs..
- Лоуренс «Лоз» Тейлор — вокал
- Шон Лонг — лид-гитара, бэк-вокал
- Мэт Уэлш — ритм-гитара, вокал, фортепиано
- Ааран Маккензи — бас-гитара, бэк-вокал
- Адам «Сэв» Сэвидж — ударные, перкуссия